# Алтона (Індіана)
Алтона (англ. Altona) — місто (англ. town) в США, в окрузі Декальб штату Індіана. Населення — 213 особи (2020).

## Географія
Алтона розташована за координатами 41°21′7″ пн. ш. 85°9′9″ зх. д. / 41.35194° пн. ш. 85.15250° зх. д. (41.352080, -85.152465).  За даними Бюро перепису населення США в 2010 році місто мало площу 0,56 км², уся площа — суходіл. В 2017 році площа становила 0,53 км², уся площа — суходіл.

## Демографія
Згідно з переписом 2010 року, у місті мешкало 197 осіб у 90 домогосподарствах у складі 45 родин. Густота населення становила 350 осіб/км².  Було 98 помешкань (174/км²).
Расовий склад населення:
| - 98,5 % — білих - 0,5 % — корінних американців |

До двох чи більше рас належало 1,0 %. Частка іспаномовних становила 1,0 % від усіх жителів.
За віковим діапазоном населення розподілялося таким чином: 20,3 % — особи молодші 18 років, 61,9 % — особи у віці 18—64 років, 17,8 % — особи у віці 65 років та старші. Медіана віку мешканця становила 41,1 року. На 100 осіб жіночої статі у місті припадало 107,4 чоловіків;  на 100 жінок у віці від 18 років та старших — 118,1 чоловіків також старших 18 років.
Середній дохід на одне домашнє господарство  становив 48 408 доларів США (медіана — 36 875), а середній дохід на одну сім'ю — 62 644 долари (медіана — 61 875). За межею бідності перебувало 7,9 % осіб, у тому числі 5,6 % дітей у віці до 18 років та 12,8 % осіб у віці 65 років та старших.
Цивільне працевлаштоване населення становило 123 особи. Основні галузі зайнятості: виробництво — 41,5 %, роздрібна торгівля — 16,3 %, освіта, охорона здоров'я та соціальна допомога — 14,6 %.